# Pieńki Zarębskie
Pieńki Zarębskie – wieś sołecka w Polsce położona w województwie mazowieckim, w powiecie grodziskim, w gminie Żabia Wola.
W latach 1975–1998 miejscowość administracyjnie należała do województwa skierniewickiego.